# Georgij Tsurtsumia
Georgij Tsurtsumia (georgiska: გიორგი წურწუმია, Giorgi Tsurtsumia, kazakiska: Георгий Цурцумиа, Georgij Tsurtsumia), född Giorgi Tsurtsumia den 29 oktober 1980 i Tsalendzjicha, Georgien, är en Georgienfödd kazakisk brottare som tog OS-silver i supertungviktsbrottning i den grekisk-romerska klassen 2004 i Aten. 
Tsurtsumia flyttade från Georgien år 2001 och började tävla för Kazakstan.